# Якуб ібн Афлах
Якуб ібн Афлах (араб. أبو حاتم يوسف بن محمد الحكم; д/н — 901) — 7-й імам Держави Рустамідів в 897—901 роках.

## Життєпис
Третій син імама Афлаха. Здобув гарну освіту. Відомостей про нього обмаль. 897 року сприяв поваленню небожа Юсуфа. Після чого сам став імамом. Проте значну вагу отримали бербери-хавара, шейхи які сильно обмежили владу Якуба.
901 року його було повалено небожем Юсуфом, що повернувся на трон.